# Новокачановский
Новокачановский — хутор в Перелюбском районе Саратовской области в составе Октябрьского муниципального образования.

## География
Находится на расстоянии примерно 25 километров по прямой на запад от районного центра села Перелюб.

## История
Основан в 1890 году.

## Население
| 2002 | 2010 |
| ---- | ---- |
| 89   | ↘45  |

Постоянное население составляло 89 человек в 2002 году (казахи 61 %), 45 в 2010 году.